# Benjamin Joseph Salmon
Benjamin Joseph Salmon (Denver, 15 oktober 1889 – Chicago, 15 februari 1932) was een Amerikaans dienstweigeraar. Als gewetensbezwaarde ("conscientious objector") weigerde hij militaire dienst en elke medewerking aan de Amerikaanse oorlogsinspanningen in de Eerste Wereldoorlog. Hij kreeg daarvoor de doodstraf, die werd omgezet in 25 jaar werkkamp. Op 42-jarige leeftijd stierf hij als vrij man, verzwakt, aan een longontsteking.

## Biografie
Salmon kwam uit een rooms-katholiek arbeidersgezin met een Ierse achtergrond. Hij trouwde en stichtte een gezin. Hij werkte als kantoorbediende voor de Colorado and Southern railroad. Verontwaardigd door het Bloedbad van Ludlow werd hij politiek bewust en ging zich inzetten voor vakbondsrechten en "single tax". Toen de Eerste Wereldoorlog zich maar voortsleepte zonder dat er een overwinnaar kwam, besloot de toenmalige president Woodrow Wilson tot een “war to end all wars” ("een oorlog die een eind zou maken aan elke oorlog"). De VS gingen vanaf 6 april 1917 aan de zijde van de geallieerden meevechten.
Salmon weigerde echter dienst. Volgens hem gaf Jezus Christus een voorbeeld van geweldloosheid, dat hij als christen moest naleven. Dit was in die tijd nogal uniek voor een katholiek. De katholieke kerk was niet pacifistisch, kende wel een vijftal voorwaarden wilde een oorlog rechtvaardig zijn. Het kwam niet aan een individuele gelovige toe dit te bepalen. In de Verenigde Staten, toen nog vooral blank en protestants, speelde ook dat katholieken zich meenden te moeten bewijzen als goede loyale medeburgers. De oude aartsbisschop van Baltimore James Gibbons - de facto "hoofd" van de Rooms-katholieke kerk in de VS - had de aanwijzing gegeven dat alle katholieken achter de president moesten staan en de oorlog moesten steunen met al hun middelen.
In januari 1918 werd Salmon gearresteerd en gevangen gezet nadat hij had geweigerd een vragenlijst in te vullen die hem was overhandigd om aan zijn dienstplicht te beginnen.
Katholieke legeraalmoezeniers probeerden hem van mening te doen veranderen. Een aantal weigerden hem de sacramenten. Zijn echtgenote werd erop aangekeken. Zij stond alleen voor de opvoeding. Hij werd uit de Knights of Columbus gezet.
Op 11 november 1918 kwam de oorlog tot een einde, maar niet voor Salmon. Hij was bij zijn besluit gebleven en werd van de ene gevangenis naar de andere gevoerd: Fort Logan (Colorado), Camp Funston (Kansas), Camp Dodge (Iowa) en Fort Leavenworth. Hij wilde ook het werk dat hem werd opgedragen niet verrichten. Sterker, hij wilde een staking om meer en beter voedsel voor andere gedetineerde dienstweigeraars af te dwingen. Hij werd op water en brood gezet en kreeg eenzame opsluiting. Aldoor geketend kwam hij nu in Fort Douglas (Utah). "Elke vorm van marteling werd op ons uitgeprobeerd, velen stierven, de meesten braken niet", schreef hij later.
Op 17 juli 1920 besloot hij tot een hongerstaking “for liberty or for death” ("voor vrijheid of voor de dood"). Hij at of dronk niet meer. De erbij geroepen priester zei hem dat dit zelfmoord was en daarmee een doodzonde. Halfdood werd hij met de nodige bewakers per trein naar St. Elisabeth’s Mental Hospital in Washington gebracht naar de afdeling voor geesteszieke criminelen. Hij werd enkele keren per dag gedwongen gevoed.
In de buitenwereld veranderde langzaam iets. De ACLU (American Civil Liberties Union) ging zich voor hem inzetten. De publieke opinie ten opzichte van de dienstweigeraars veranderde. Ook in de katholieke wereld groeide steun voor de dienstweigeraar.
Naar Walter Reed Military Hospital overgebracht werd hij in november 1920 oneervol uit militaire dienst ontslagen. Artsen hadden zijn motivatie, die hij had moeten opschrijven en waarin hij onder meer uitlegde dat er volgens hem niet zoiets als een "rechtvaardige oorlog" bestond (231 blz.), bestudeerd en hun diagnose had geluid: niet geestesziek.
Deze drie jaren hadden hem voorgoed verzwakt. In de ijzig koude winter van 1932 overleed hij in Chicago aan longontsteking, 42 jaar oud. In Rome is het proces van zijn heiligverklaring begonnen en mag Ben Salmon "Dienaar Gods” genoemd worden.
De katholieke leek Salmon was in de Rooms katholieke wereld als gewetensbezwaarde dienstweigeraar een voorloper. Via paus Johannes XXIII (vredesencycliek Pacem in Terris (1963)), het Tweede Vaticaans Concilie (1962-1965) (Gaudium et Spes, Dignitatis Humanae ) naar paus Franciscus die honderd jaar later in 2017  zou oproepen geweldloosheid te beoefenen in eigen leven, in de samenleving en op internationaal vlak.